# Commando (jogo eletrônico)
Commando (戦場の狼,, Senjō no Ōkami, lit. "Lobo do Campo de Batalha") é um jogo eletrônico de tiro de rolagem vertical do estilo correr e atirar que foi lançado em 1985. O jogo possui o mesmo nome do filme Commando (conhecido no Brasil como "Comando para Matar" e em Portugal como "Comando") de 1985, apesar dos personagens principal possuirem nomes diferentes.  O jogo inspirou os outros jogos desse gênero, como: Gun. Smoke, Who Dare Wins, Ikari Warriors, Rambo: First Blood Part II, Jackal, Heavy Barrel, Trax, entre outros. A partir do Arcade, o jogo foi convertido para vários portes, incluindo: Commodore 64, Amstrad CPC, MSX, ZX Spectrum, Intellivision, Amiga, Acorn Electron, BBC Micro, IBM PC compatível Atari 7800 e Nintendo Entertainment System. Teve sua versão relançada para PlayStation 2, para PSP, para Xbox e para Virtual Console de Nintendo Wii como parte da Capcom Classics Colletion. E recentemente o jogo foi lançado para PlayStation 3 e para Xbox 360 como parte da Capcom Arcade Cabinet.

## Sinopse e Jogabilidade
O jogador controla um soldado que começou a ser deixado em um campo de batalha pelo helicóptero e é forçado a enfrentar soldados inimigos.
O herói carrega uma pistola-metralhadora (que possui tiros ilimitados) e algumas granadas. O soldado dispara em oito direções onde ele dá as caras, e suas granadas podem ser lançadas verticalmente em direção ao canto superior da tela, em um lugar que o jogador queira deixar. Ao contrário da pistola metralhadora, as granadas podem ser atiradas para limpar os obstáculos que vier e elas podem detonar vários inimigos de uma só vez.
No final de casa fase, o movimento de tela é anulada, e o jogador encara vários soldados que saem do portão de uma base.
Na versão para NES, o jogo possui um upgrade mais poderoso da metralhadora, inclusive os "óculos" especiais que servem para visualizar os itens secretos, que podem ser perdidos quando o jogador perde uma vida.

## Desenvolvimento
O jogo foi desenvolvido pela Capcom, onde foi projetado por Tokuro Fujiwara. Ele estava liderando simultaneamente o desenvolvimento de Commando e Ghosts 'n Goblins ao mesmo tempo. Ambos os jogos venderam bem para a Capcom após o lançamento.

## Legado
Commando foi um jogo altamente influente, popularizando o gênero run-and-gun shooter juntamente com temas de tiro militar. Isso fez com que os jogos de correr e atirar se tornassem o estilo dominante de shoot 'em up durante o final dos anos 1980 até o início dos anos 1990, quando Your Sinclair chamou Commando de "o bisavô do gênero shoot 'em up moderno". Também foi creditado como o "produto que lançou" a Capcom ao "estrelato do silício de 8 bits" em 1985, "seguido de perto por" Ghosts'n Goblins.
Commando gerou vários clones após seu lançamento. Os clones e imitadores de computadores domésticos lançados no mesmo ano incluem Who Dares Wins e Rambo. O imitador de Commando de maior sucesso foi o sucesso de fliperama da SNK, Ikari Warriors (1986), que gerou duas sequências. O formato run-and-gun shooter de Commando também foi adaptado para um formato de rolagem lateral pela Konami no Green Beret (Rush'n Attack) no mesmo ano.